# Josep Maria Roca i Bigas
Josep Maria Roca i Bigas, més conegut com a «Titi» Roca, (Vic, 12 de maig de 1981) és un polític i exjugador d'hoquei sobre patins català, que exerceix des de 2015 com a regidor d'Habitatge, Esports i Joves a l'Ajuntament de Vic en tant que militant del Partit Demòcrata Europeu Català. L'any 2019 repetí a les llista del partit a les eleccions municipals de Vic.
Com a jugador va disputar tota la seva carrera esportiva al Club Patí Vic. Va debutar al primer equip del Vic la temporada 1998-99 i es va retirar la temporada 2014-15, quan n'era el capità.

## Palmarès

### CP Vic
- 1 Copa de la CERS (2000/01)
- 4 Copes del Rei / Copes espanyoles (1999, 2009, 2010 i 2015)[3]
- 1 Supercopa espanyola (2009)

### Selecció catalana
- 1 Golden Cup (2010)
- 1 Copa Amèrica (2010)

### Selecció espanyola
- 3 Campionats d'Europa (2006, 2008, 2010)
- 3 Campionats del Món "A" (2007, 2009, 2011)